# Kiki and Bubu: Rated R Us
Kiki and Bubu: Rated R Us ist ein österreichischer komödiantischer Musical-Puppenfilm aus dem Jahr 2011 unter der Regie von Johannes Grenzfurthner. Der Film hat mit einer Länge von 50 Minuten den Charakter einer Featurette. Die Stimmen der Hauptrollen wurden von David Dempsey und Roland Gratzer (beide Moderatoren beim Radiosender FM4) eingesprochen. Als Gaststar tritt der deutsche Internetexperte Jens Ohlig (Chaos Computer Club) auf.
Der zensurkritische Film wurde von der Kunstgruppe monochrom unter Mithilfe des österreichischen Fernsehsenders Okto hergestellt. Der Film und die Protagonisten werden gerne als Beispiel für die politisch-künstlerische Arbeit von monochrom genannt.

## Hintergrund
Kiki und Bubu sind zwei neomarxistische Handpuppen, die zwar in kritischer Theorie gebildet sind, aber dennoch einen kindlich-naiven Zugang zur Welt haben. Sie wurden von Johannes Grenzfurthner und Frank Apunkt Schneider ursprünglich 2008 für das Web-TV-Programm des amerikanischen Online-Magazins Boing Boing entwickelt. Die Idee war es Begriffe aus der politischen Diskussion in Form von lustigen Kurzfilmen zu erklären. Das Format ist dabei klar an TV-Kinderprogramme wie Sesamstrasse angelehnt.
In der Welt von Kiki und Bubu gibt es immer wieder auftauchende Nebenfiguren, etwa das hektische und getriebene Online Porn Monster.
2011 entschlossen sich monochrom einen ersten „fastabendfüllenden Spielfilm“ mit Kiki und Bubu herzustellen. Dieser Film wurde „Kiki and Bubu: Rated R Us“ genannt und hat Musical-Charakter. Der Titel des Films ist ein Wortspiel mit Toys “R” Us und der in den USA üblichen Altersfreigabe von Medien: R – Restricted.

## Handlung
Die beiden Freunde Kiki und Bubu treffen sich in einem Multiplex-Kino. Bubu freut sich sehr darüber, dass er auf einer Online-Dating-Plattform einen Partnervorschlag erhalten hat. Es handelt sich dabei um das gesamte chinesische Volk. Kiki ist an Online-Dating interessiert und will auch ein Profil auf der Plattform anlegen. Es stellt sich heraus, dass Kikis Match auch das gesamte chinesische Volk ist. Damit sich die beiden positiv präsentieren können, wollen sie den Link zu einem alten Video schicken, das sie auf YouTube gestellt haben. Dabei bemerken sie, dass das Video von YouTube gelöscht wurde, weil es die Nutzungsbedingungen der Plattform nicht eingehalten hat. Ein alter Freund von Kiki und Bubu, das Online Porn Monster, war in dem Video aufgetaucht, deswegen wurde es wegen "pornografischen Contents" gelöscht. Kiku und Bubu wollen herausfinden, warum das geschehen ist und was Zensur bedeutet. Die Wise Explosion rät den beiden, den Internetexperten Jens Ohlig (der auf einer Macaroni and Cheese-Packung wohnt) zu fragen. Sie finden nach einer langen Reise Ohlig und werden über Zensur aufgeklärt. Sie beginnen über Gefühle und Emotionsarbeit ("Feelings are a means of production") und Selbstzensur nachzudenken. Daraufhin beschließen sie Den Google aufzusuchen und zu fragen, warum er das Video zensiert hat. Der Google, ein Kochtopf mit einer Vielzahl Augen, lebt in einem paradiesischen Tal, ist sehr gestresst und nicht besonders hilfreich. Er macht Kiki und Bubu klar, dass das Video auf YouTube gelöscht bleibt, weil die Konsumenten die Welt beherrschen. Das Internet würde zwar durch Pornografie angetrieben, aber dennoch wären viele Mainstream-Konsumenten religiös und würden sich von pornografischen Inhalten abgestoßen fühlen. Er würde diese Meinung zwar nicht teilen, aber am Mainstream-Konsumenten führe kein Weg vorbei. Er beherrsche die Welt. Der Google schickt Kiki und Bubu in die Ödnis der „Peripherie“, wo alle „Versager der Informationsgesellschaft“ Zuflucht finden würden. Dort treffen sie die Sad Porn Cassette, ein Porno-VHS-Videoband, das traurig darüber ist obsolete Technologie zu sein. Es habe keine Freunde, weil niemand mehr Pornokassetten ansehen würde, deswegen wäre die Kassette jetzt Singer-Songwriter geworden. Zufälligerweise taucht die Happy Porn Cassette auf und teilt mit, dass alte Videobänder jetzt digitalisiert und auf eine Website namens YouPorn geladen würden. Die Sad Porn Cassette freut sich darüber und will die Happy Porn Cassette begleiten. Kiki und Bubu haben die Idee, ihre Videokassette ebenfalls auf YouPorn zu stellen. Dadurch würden sie der Zensur auf YouTube entgehen. Glücklich, dass sie das Abenteuer positiv abgeschlossen haben, kehren sie nach Hause zurück. Dort erhalten sie allerdings Post von YouPorn. Ihr Video kann nicht auf YouPorn gezeigt werden, weil es nicht wirklich pornografische Inhalte zeigen würde. Das Online Porn Monster wäre zu wenig. Kiki und Bubu können immer noch kein Video an das chinesische Volk schicken und sind sehr traurig. Sie trösten sich mit Trinkschokolade von Bubus Mutter.

## Produktion

### Drehbuch
Das Drehbuch wurde von Frank Apunkt Schneider und Johannes Grenzfurthner in Zusammenarbeit mit dem amerikanischen Künstler Nathan Boyer geschrieben. Boyer hatte monochrom 2010 während seines Aufenthalts als Artist in Residence im MuseumsQuartier in Wien kennengelernt.

### Finanzierung
Der Film wurde vom Wiener Fernsehsender Okto und der Filmförderung des Magistrat 7 der Stadt Wien unterstützt.

### Dreharbeiten und Schnitt
Die Dreharbeiten wurden innerhalb eines Tages am 13. Dezember 2010 im Okto-Studio in Wien durchgeführt. Eine im Puppentheater übliche Bühne wurde aufgebaut und abgefilmt. Der gesamte Film wurde in zwei Wochen fertiggestellt.

### Ästhetik
Der Film ist im Seitenverhältnis 4:3 gehalten und hat die Anmutung der Qualität eines alten VHS-Bandes. Teil des Films sind immer wieder auftretende Bandstörungen und Rauschen. Der Film spielt sich damit auch auf der Bildebene mit dem Thema obsoleter Medientechnologie.

### Musik
Die Musik wurde vom amerikanischen Komponisten Jonathan Mann basierend auf dem Libretto von monochrom ausgearbeitet. Der Stil kann als minimalistischer Elektropop bezeichnet werden.

### Vertrieb
Der Film wurde auf verschiedenen Festivals und Conventions gezeigt (z. B. in Wien, Los Angeles, New York, Orlando), auf Okto ausgestrahlt und ist auch online gratis zum Download verfügbar. Der Film wurde auch im Rahmen der 54. Biennale di Venezia in der Sonderausstellung Future Pass - From Asia to the World als Videoinstallation gezeigt. Im Rahmen des Porn Film Festival Vienna 2019 wurde der Film als interessante Auseinandersetzung mit Porno und Zensur gezeigt.